# خرس‌سگان
خرس‌سگان (نام علمی: Arctocyonidae) یک تیره از لقمه‌ای‌بندان بودند که بین ۶۶ تا ۵۰ میلیون سال پیش در آمریکای شمالی و اوراسیا زندگی می‌کردند. این جانوران از رویداد انقراض کرتاسه-پالئوژن جان سالم به در بردند و در عصر پالئوسن تنوع یافتند. همچون سایر لقمه‌ای‌بندان خرس‌سگان نیز جانورانی با اندام قوی و نیرومند، سرعت و چالاکی نه چندان زیاد، دمی بلند و نیز دندان‌هایی مخصوص همه‌چیزخواری و گیاه‌خواری بودند.